# Loÿs Papon
Loÿs Papon (1533-1599) est un auteur dramatique français né à Montbrison en Forez, qualifié de Ronsard forézien par Claude Longeon.

## Biographie
Fils de Jean Papon, lieutenant général des baillis du Forez, il fut un fervent catholique, chanoine à Notre-Dame d'Espérance de Montbrison, puis abbé de Marcilly. Il anima, tantôt dans le château de Goutelas hérité de son père, tantôt à la Batie d’Urfé, un petit cercle littéraire.
Dans ce cercle, sont invités des poètes de la province comme Anne d'Urfé, des hommes de sciences comme Laurent Joubert ou des amis de son père comme Estienne du Tronchet.
On a conservé de lui un poème dictatique, Traité des ris, une Epistre à Tres Illustre Princesse Loyse, Reyne de France, et des tragédies, particulièrement La Pastorelle, spectacle politico-religieux qui fut joué le 27 février 1588 à Montbrison et qui est considéré comme le premier opéra français.
Il est le modèle du druide Adamas dans L'Astrée.

## Œuvres
- La Pastorelle sur les victoires obtenues contre les Allemands, reytres, lansquenets suisses et français, rebelles à Dieu et au roi très chrétien l'an 1588.